# Puchar Uzdrowisk Karpackich 2019
Puchar Uzdrowisk Karpackich 2019 – 20. edycja wyścigu kolarskiego Puchar Uzdrowisk Karpackich, która odbyła się 18 sierpnia 2019 na liczącej ponad 140 kilometrów trasie z Jedlicz do miejscowości Rymanów-Zdrój. Impreza kategorii 1.2 była częścią UCI Europe Tour 2019.

## Drużyny
| Continental teams (8)- P&S Metalltechnik - Dukla Banská Bystrica - Hurom BDC Development - Pardus-Tufo Prostejov - Minsk Cycling Club - LKT Team Brandenburg - Sport.Land. Niederösterreich Selle SMP-St Rich Bikewear - AC Sparta Praha translation for headoftableIII_translate index 49 not found- JBG-2 CryoSpace Reprezentacje (3)- Polska U23 - Rosja - Turcja Regionalne i klubowe drużyny (7)- Cycling Tartu - Region Warmia-Mazury - TC Chrobry Scott Głogów - CK Příbram Fany Gastro - Topforex Lapierre Pro Cycling Team - TJ Slávia ŠG Trenčín - KED-Stevens Radteam Berlin |
| |

## Klasyfikacja generalna
| \| Klasyfikacja generalna \| Klasyfikacja generalna \| Klasyfikacja generalna \| Klasyfikacja generalna \| Klasyfikacja generalna \| \| Kolarz \| Kolarz \| Państwo \| Drużyna \| Czas \| \| ---------------------- \| ---------------------- \| ---------------------- \| ---------------------- \| ---------------------- \| \| 1. \| John Mandrysch \| Niemcy \| P&S Metalltechnik \| 3h 29' 53" \| \| 2. \| Patrik Tybor \| Słowacja \| Dukla Banská Bystrica \| + 28" \| \| 3. \| Siim Kiskonen \| Estonia \| Cycling Tartu \| + 1' 08" \| \| 4. \| Fabian Schormair \| Niemcy \| P&S Metalltechnik \| + 1' 08" \| \| 5. \| Tobias Nolde \| Niemcy \| P&S Metalltechnik \| + 1' 08" \| \| 6. \| Dominik Röber \| Niemcy \| P&S Metalltechnik \| + 1' 08" \| \| 7. \| Artur Detko \| Polska \| Hurom BDC Development \| + 1' 36" \| \| 8. \| Michel Aschenbrenner \| Niemcy \| P&S Metalltechnik \| + 3' 19" \| \| 9. \| Michał Podlaski \| Polska \| Region Warmia-Mazury \| + 3' 19" \| \| 10. \| Piotr Pękala \| Polska \| Polska U23 \| + 3' 19" \| |                      |          |                       |            |
| |                      |          |                       |            |
| Źródło: ProCyclingStats |                      |          |                       |            |
| Klasyfikacja generalna |                      |          |                       |            |
| Kolarz | Kolarz               | Państwo  | Drużyna               | Czas       |
| 1. | John Mandrysch       | Niemcy   | P&S Metalltechnik     | 3h 29' 53" |
| 2. | Patrik Tybor         | Słowacja | Dukla Banská Bystrica | + 28"      |
| 3. | Siim Kiskonen        | Estonia  | Cycling Tartu         | + 1' 08"   |
| 4. | Fabian Schormair     | Niemcy   | P&S Metalltechnik     | + 1' 08"   |
| 5. | Tobias Nolde         | Niemcy   | P&S Metalltechnik     | + 1' 08"   |
| 6. | Dominik Röber        | Niemcy   | P&S Metalltechnik     | + 1' 08"   |
| 7. | Artur Detko          | Polska   | Hurom BDC Development | + 1' 36"   |
| 8. | Michel Aschenbrenner | Niemcy   | P&S Metalltechnik     | + 3' 19"   |
| 9. | Michał Podlaski      | Polska   | Region Warmia-Mazury  | + 3' 19"   |
| 10. | Piotr Pękala         | Polska   | Polska U23            | + 3' 19"   |